# Alain Rousset
Alain Rousset (Chazelles-sur-Lyon, Loira, Francia, 16 de febrero de 1951) es un político francés, miembro del  Partido Socialista y presidente regional de Nueva Aquitania, la región suroeste francesa, desde de 2016. También es hijo adoptivo de Canfranc por su lucha en la reapertura internacional de la estación de dicha ciudad.